# Johannes Huybertus van Hove
Johannes Huybertus van Hove (Den Haag, 7 maart 1827 – Den Haag, 3 november 1881) was een Nederlands kunstschilder en graveur.

## Leven en werk
Van Hove kwam uit een familie van schilders, hij leerde de eerste beginselen van het vak van zijn vader Bartholomeus en halfbroer Huib van Hove. Hij vervolgde zijn opleiding aan de Academie van Beeldende Kunsten (1839-1848) en de Haagse Houtgraveursschool, beide in Den Haag. Van Hove schilderde met name genrestukken en stadsgezichten. In 1875 werd hij benoemd tot decoratieschilder van koning Willem III.
Van Hove trouwde met operazangeres Marianna Christina Martinus (1828-1874) en hertrouwde met zijn achternicht, de toonkunstenares Johanna Gerarda Francisca Hekking (1841-1901). Uit het eerste huwelijk werd de beeldhouwer Bart van Hove geboren en uit het tweede huwelijk de schilder Gerard van Hove.